# 松岡美里
松岡美里（日语：／ Matsuoka Misato，2001年3月23日—），日本女性配音員。出身於兵庫縣。I'm Enterprise所屬。身高160cm。B型血。

## 來歷
日本播音演技研究所畢業。
2020年播出的《別對映像研出手！》首次飾演要角。

## 人物
有一個哥哥、一個弟弟、一個妹妹。談到童年溫暖的插曲，小時候吃哥哥的糖果被媽媽責罵，此時她很生氣的「嗯啊！」撕破從表姊那裡得到的可愛的衣服，沒多久哭著說「我最喜歡的衣服被撕破了……」。
學生時代是話劇社與放送委員會所屬。
興趣：電影鑑賞。特長：唱歌、坐位體前屈。此外也擅長撈彩球，玩撈金魚曾弄破135個紙網。
認為性感的言詞是「屁股」。

## 演出
粗體字表示主要角色。

### 電視動畫
2020年
- 別對映像研出手！（水崎燕[9]）
- 碧藍幻想 The Animation Season 2（獸耳族小孩）
- 科學超電磁砲T（女學生）
- 弩級戰隊HXEROS（少年）
- 戀與製作人（小孩）
- 萌可魯玩偶貓（妖精B）
- A3!（觀眾）

2021年
- Dr.STONE 新石紀（村裡的孩子）
- 王之逆襲 意志的繼承者（日语：キングスレイド）（小孩1）
- 花樣滑冰Stars（Million粉絲）
- Vivy -Fluorite Eye's Song-（男孩子、男孩子1）
- 不要欺負我，長瀞同學（學生2）
- 魔法水果籃 The Final（畢業生）
- 舞伎家的料理人（舞妓）
- SSSS.DYNAZENON（小孩γ）
- 死神少爺與黑女僕（迷路的孩子）
- RE-MAIN（學生C）
- 暗夜第六感 2041（一般人女性A）
- 陰晴不定的體操哥哥（小孩）
- 萌可魯玩偶貓 Mix！（男孩子）
- 前輩有夠煩（店內廣播）
- 藍色時期（大葉豐）
- 無職轉生～到了異世界就拿出真本事～（小孩A）
- 大正處女御伽話（敏夫、護士）
- 世界盡頭的聖騎士（少年）

2022年
- 明日同學的水手服（電視聲音）
- 射擊覺醒！激鬥瓶蓋人DX（男學生、小孩、女性粉絲2、女性記者、女性客）
- Healer Girl 歌癒少女（孩子們、學生們）
- Love Live! 虹咲學園學園偶像同好會
- 式守同學不只可愛而已（貓崎亨[10]）
- 舞動不止（黑島的朋友、幼兒班的學生、女孩C）
- 街角魔族 2丁目（館內放送）
- 勇者、辭職不幹了（茱麗葉）
- 相合之物（野井）
- 異世界歸來的舅舅（弟）
- 戀愛Flops（男孩子）
- 後宮之烏（少年宦官A）
- VAZZROCK THE ANIMATION（少年期玲司）
- 福星小子（女子）
- 因為是反派大小姐所以養了魔王（修加）

2023年
- 我想成為影之強者！（店員、女學生、學生）
- 艦隊Collection 總有一天，在那片海（屋代、南達科他）
- 淪落者之夜（路沙〈幼年〉）
- 妖幻三重奏（宗牙〈少年時代〉）
- 吸血鬼馬上死2（幼年半田）
- 天國大魔境（杏[11]、都都里）
- Opus.COLORs 色彩高校星（幼年純）
- 六道的惡女們（椿[12]）
- 熊熊勇闖異世界 PUNCH！（馬力克斯）
- 絆之Allele（學生）
- 鬼滅之刃 刀匠村篇（不死川就也）
- 國王排名 勇氣的寶箱（小孩）
- 卡片戰鬥!! 先導者 will+Dress（DayBreak成員）
- 死神少爺與黑女僕 第2期（幼年札英、莉香）
- 黑暗集會（女學生）
- 柚木家的四兄弟（霧島宇多[13]）
- 暴食狂戰士（瑪茵[14]）

2024年
- Wonderful 光之美少女！（閃耀兔子、鳥枝、飼主、同級生、女孩子、男孩子、街上的人、小學生）
- 神奇柑仔店（早乙女美歌）
- 指尖相觸，戀戀不捨（女子）
- 烏鴉不擇主（幼年長束）
- Re:Monster（阿魯艾）
- 少女樂團 吶喊吧（奈奈）
- 花野井同學與戀愛病（小學生的八尾）
- 杖與劍的魔劍譚（席翁·亞爾斯塔〈幼年〉）
- 科學×冒險生存！（東慶）
- 噗妮露是可愛史萊姆（河合井小太郎〈幼年〉）
- 再見龍生，你好人生（萊蒂夏[15]）
- 妻子變成小學生。（美幸）
- 哆啦A夢（美妙的歌聲）

2025年
- Wonderful 光之美少女！（偶像天使）
- 你與偶像 光之美少女♪（咲良歌／偶像天使[16]）
- 全修。（小孩們）
- 紅戰士在異世界成了冒險者（進藤清弘〈少年〉）
- Bad Girl 不良少女（涼風涼[17]）
- 歌聲是法式千層酥（近衛玲音[18]）
- 戀上換裝娃娃 Season 2（西蓮寺悠的Cosplayer）
- SANDA 變身聖誕老人（風尾二胡[19]）

### 電影動畫
2021年
- 機動戰士鋼彈：閃光的哈薩威（米黑夏·海恩斯[20]）

2022年
- 犬王（業子）
- ONE PIECE FILM RED

2023年
- 愛麗絲與特蕾絲的虛幻工廠（同班同學A）

2025年
- 電影 你和偶像 光之美少女♪（咲良歌／偶像天使[21]）

### 網路動畫
2020年
- 日本沉沒2020（女性員工B）

2021年
- 極主夫道（小孩A）
- 星期一的豐滿2（棒球社〈幼少時期〉、同僚、歡呼聲、內衣店店員、婚禮參加人士）

2022年
- 風都偵探（女子）
- 悠哉賽馬娘（谷野美酒）

2023年
- 終末的女武神II（難近母、太郎吉）
- 歪小子史考特：火力全開

### 遊戲
2020年
- 怪物彈珠（2020年 - 2023年 仙石秀久[22]、莎布・尼古拉絲[23]）
- 艦隊Collection（屋代、South Dakota）
- SHOW BY ROCK!! Fes A Live（Shimakku[24]）

2022年
- 艦隊Collection（山汐丸、Maryland）
- 賽馬娘 Pretty Derby（谷野美酒）
- Echocalypse：緋紅的神約（キキ）
- 劍星（百合）

### 外語配音

#### 電影／電視影集／動畫
| 作品年份 | 作品名稱               | 配演角色          | 演員              | 媒介             |
| -------- | ---------------------- | ----------------- | ----------------- | ---------------- |
| 2016     | 勞德之家               | 露安·勞德〈配音〉 | 克里斯蒂娜·普切利 | Rakuten TV頻道   |
| 2018     | 怪獸與葛林戴華德的罪行 | 葛來分多女子1     | －                | 劇院公映版本     |
| 2020     | 舞感青春               | 凱芮              | 莉婭·朱伊特       | Netflix頻道      |
| 2020     | 歡樂再滿屋 (第5季)     | 貝絲              | 勞倫·高           | Netflix頻道      |
| 2021     | 西城故事               | 普羅維            | 安妮絲·塞佩羅     | 二十世紀影業頻道 |
| 2021     | 新神榜：哪吒重生       | －                | －                | Netflix頻道      |

### 電視節目
※記號表示說明網路電視。
- 早瀨雪未、松岡美里的“如果雪未盡了最大的努力，即使她搞砸了也不會失望”（日语：早瀬雪未・松岡美里の“もしもゆきみさとがむちゃぶりを受けてもめげずに可愛く頑張った時”）（2021年4月23日－播出中，niconico動畫）※
- 早瀨雪未、松岡美里的“MOSHIKAWA”（日语：早瀬雪未・松岡美里の“もしかわ”）（2021年11月19日－播出中，從上面第16回起節目更名，niconico動畫、You Tube）※
- 關根瞳的成人研究所＃10（2021年12月10日，niconico頻道）※

### 其它
- （2021年，[27]）
- （2021年，ADATA Japan 電競品牌XPG原創角色）

## 音樂作品

### 角色歌曲
| 發行日期 | 標題                      | 名義          | 曲名           | 備註                                      |
| 2021年   | 2021年                    | 2021年        | 2021年         | 2021年                                    |
| -------- | ------------------------- | ------------- | -------------- | ----------------------------------------- |
| 4月21日  | SHOW BY ROCK!! BEST Vol.4 | Zerotic Holic | 「」 「」 「」 | 遊戲《SHOW BY ROCK!! Fes A Live》相關歌曲 |
| 11月18日 | 人生料理                  | Zerotic Holic | 「」           | 遊戲《SHOW BY ROCK!! Fes A Live》相關歌曲 |

## 腳註

## 外部連結
- 松岡美里｜I'm Enterprise （页面存档备份，存于） （日語）
- 早瀨雪未、松岡美里的“MOSHIKAWA”（日语：早瀬雪未・松岡美里の“もしかわ”） （日語）—廣播節目官網。